# Блен (кантон)
Блен (фр. Blain) — кантон во Франции, находится в регионе Пеи-де-ла-Луар, департамент Атлантическая Луара. Находится на территории трех округов: три коммуны входят в состав округа Нант, восемь в состав округа Сен-Назер, три в состав округа Шатобриан-Ансени.

## История
До 2015 года в состав кантона входили коммуны Блен, Буврон, Нотр-Дам-де-Ланд и Фе-де-Бретань.
В результате реформы 2015 года состав кантона был изменен: две коммуны кантон покинули и были включены коммуны упраздненных кантонов Савене и Сент-Этьен-де-Монлюк.

## Состав кантона с 22 марта 2015 года
В состав кантона входят коммуны (население по данным Национального института статистики за 2019 г.):
- Блен (9 954 чел.)
- Буврон (3 068 чел.)
- Буэ (1 019 чел.)
- Камбон (3 959 чел.)
- Кийи (1 386 чел.)
- Кордеме (3 754 чел.)
- Ла-Шапель-Лоне (3 145 чел.)
- Лаво-сюр-Луар (772 чел.)
- Ле-Гавр (1 821 чел.)
- Ле-Тампль-де-Бретань (2 028 чел.)
- Мальвиль (3 531 чел.)
- Пренкьо (3 474 чел.)
- Савене (9 064 чел.)
- Сент-Этьен-де-Монлюк (7 515 чел.)

## Политика
На президентских выборах 2022 г. жители кантона отдали в 1-м туре Эмманюэлю Макрону 30,3 % голосов против 21,8 % у Жана-Люка Меланшона и 20,9 % у Марин Ле Пен; во 2-м туре в кантоне победил Макрон, получивший 64,1 % голосов. (2017 год. 1 тур: Эмманюэль Макрон – 26,9 %, Жан-Люк Меланшон – 23,0 %, Марин Ле Пен – 17,2 %, Франсуа Фийон – 15,6 %; 2 тур: Макрон – 76,1 %. 2012 год. 1 тур: Николя Саркози — 31,1 %, Франсуа Олланд — 22,2 %, Марин Ле Пен — 14,4 %; 2 тур: Олланд — 55,9 %).
С 2021 года кантон в Совете департамента Атлантическая Луара представляют мэр коммуны Лаво-сюр-Луар Клер Трамье (Claire Tramier) (Экологическая политика) и мэр коммуны Ле-Гавр Николя Удаэр (Nicolas Oudaert) (Разные левые). 
|                | Кандидаты                         | Партия                   | Первый тур | Первый тур     | Второй тур | Второй тур |
| Кол-во голосов | Кандидаты                         | Партия                   | % голосов  | Кол-во голосов | % голосов  |            |
| -------------- | --------------------------------- | ------------------------ | ---------- | -------------- | ---------- | ---------- |
|                | Клер Трамье Николя Удаэр          | Разные левые             | 5 143      | 45,58          | 6 005      | 52,70      |
|                | Жан-Пьер Блан Иоланда Дюбур       | Разные правые            | 3 949      | 35,00          | 5 389      | 47,30      |
|                | Тедди Буго Жоэль Мишо             | Национальное объединение | 1 816      | 16,09          |            |            |
|                | Каролина Давид Пьер-Кристоф Руссо | Разные левые             | 376        | 3,33           |            |            |

|                | Кандидаты                         | Партия             | Первый тур | Первый тур     | Второй тур | Второй тур |
| Кол-во голосов | Кандидаты                         | Партия             | % голосов  | Кол-во голосов | % голосов  |            |
| -------------- | --------------------------------- | ------------------ | ---------- | -------------- | ---------- | ---------- |
|                | Марсель Вержер Клер Трамье        | Левый блок         | 6 166      | 36,60          | 8 092      | 51,60      |
|                | Жан-Мишель Бюф Мари-Одиль Ваннеро | Правый блок        | 5 205      | 30,90          | 7 591      | 48,40      |
|                | Жаклин Герье Жан-Жак Ле Жандр     | Национальный фронт | 3 473      | 20,61          |            |            |
|                | Валери Летранж Жан Люк Плюмле     | Левый фронт        | 1 119      | 6,24           |            |            |
|                | Эрве Карро Аньес Прюнье           | Прочие             | 884        | 5,25           |            |            |